# برهنگی ناپسند در انظار عمومی

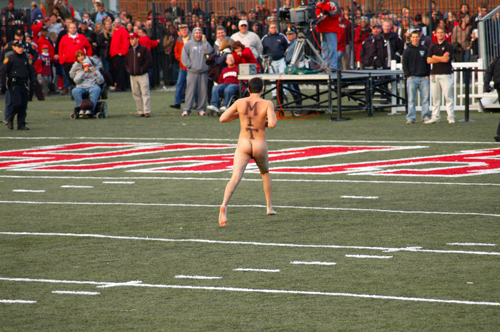
استریکینگ (Streaking) نوعی از برهنگی در انظار عمومی

برهنگی ناپسند در انظار عمومی (انگلیسی: Indecent exposure) نمایاندن و در معرض دید عموم قرار دادن عمدی بدن یا بخشی از آن در جایی است که طبق ملاحظات اخلاقی محلی یا دیگر استانداردهای پذیرفته‌شده رفتاری در آن مکان، ناپسند و نامناسب تلقی شده‌است. اصطلاح بی‌شرمی در انظار عمومی عبارتی حقوقی است. نگرش‌های اجتماعی و جوامع مختلف به در معرض دید قرار دادن بخش‌های مختلف بدن و پوشش قانونی آنچه که بی‌شرمی در انظار عمومی گفته می‌شود، در کشورهای مختلف، به‌شدت متفاوت است. این پوشش قانونی از ممنوعیت کامل این کار تا ممنوعیت قرار دادن برخی بخش‌های بدن مانند اندام جنسی، باسن یا سینه در معرض دید عموم، متغیر است.
بی‌شرمی عموماً به‌وسیله استانداردهای جوامع محلی، که به‌طور خاص در قانون مشخص شده، سنجیده می‌شود. استانداردهایی که ممکن است براساس دین، اخلاق یا سنت‌ها ایجاده شده یا به خاطر لزوم ایجاد نظم عمومی تعریف شده‌اند. بدن‌نمایی غیرجنسی یا برهنگی در اماکن عمومی نیز گاهی بی‌شرمی در انظار عمومی تلقی می‌شود. اگر عمل جنسی در معرض عموم انجام شود، سوای این‌که عنصری از برهنگی در آن باشد یا خیر، می‌تواند بی‌شرمی بزرگ تلقی شود که جرم جنایی جدی‌تری است. در برخی کشورها، نقض کردن معیارها و شرایط حیا با در معرض دید قرار دادن بدن نیز بی‌شرمی در انظار تلقی می‌شود.
معیارهای قانونی و اجتماعی کاری که عریانی انظار عمومی را تعیین می‌کند نیز متفاوتند و بستگی به این دارند که در چه فضایی رخ بدهند. این معیارها در طول زمان نیز دستخوش تغییر شده‌اند و تعریف و تعیین حدود بی‌شرمی در انظار عمومی را مبدل به موضوعی دشوار و پیچیده کرده‌اند.